# Eopteranodon
Eopteranodon (nombre que significa «Pteranodon [alado y desdentado] primitivo») es un género de pterosaurio pterodactiloide azdarcoide de la era del Aptiense en el Cretácico Inferior, siendo descubierto en la formación Yixian de Beipiao, Liaoning, en China.
El género fue nombrado en 2005 por Lü Junchang y Xang Xingliao. La especie tipo es Eopteranodon lii.
Esta especie se basa en el espécimen tipo u holotipo BPV-078, un esqueleto incompleto y el cráneo. Dicho cráneo, que incluye una gran cresta, era desdentado y muy similar al de Pteranodon. El cráneo carece de la punta del hocico pero en vida medía menos de 200 milímetros de largo, y el animal tenía una envergadura alar de cerca de 1.1 metros. Un segundo espécimen, D2526, descrito en 2006, tenía una envergadura mayor. A pesar de sus similitudes con Pteranodon, Eopteranodon no fue clasificado en una familia por sus descriptores, quienes lo situaron en el clado Pteranodontia como un incertae sedis (de posición incierta). Poco tiempo después, un estudio filogenético de todos los pterosaurios conocidos de Yixian hecho por algunos científicos halló que era cercano a los azdarcoides, conocidos por los géneros crestados Tapejara y Tupuxuara, así como el gigante de cuello largo Quetzalcoatlus. Un análisis adicional de otras formas recientemente descubiertas, en 2006 aún lo consideraba como un azdarcoide basal (habiéndose separado antes que otros miembros del grupo), ayudando a los autores originales, junto con David Unwin, a colocar a estas especies junto con Eopteranodon en una nueva familia, Chaoyangopteridae, el posible grupo hermano de la familia Azhdarchidae.
El siguiente cladograma sigue un análisis de 2018 publicado por Longrich y colaboradores.
|  | Tapejara wellnhoferi     |
|  |                          |
|  | Europejara olcadesorum   |
|  |                          |
|  | Vectidraco daisymorrisae |
|  |                          |

|  | Caiuajara dobruskii                                                                |
|  |                                                                                    |
|  | \| \| Tupandactylus navigans \| \| \| \| \| \| Tupandactylus imperator \| \| \| \| |
|  |                                                                                    |
|  | Tupandactylus navigans                                                             |
|  |                                                                                    |
|  | Tupandactylus imperator                                                            |
|  |                                                                                    |

|  | Tupandactylus navigans  |
|  |                         |
|  | Tupandactylus imperator |
|  |                         |

|  | Tapejara wellnhoferi     |
|  |                          |
|  | Europejara olcadesorum   |
|  |                          |
|  | Vectidraco daisymorrisae |
|  |                          |

|  | Caiuajara dobruskii                                                                |
|  |                                                                                    |
|  | \| \| Tupandactylus navigans \| \| \| \| \| \| Tupandactylus imperator \| \| \| \| |
|  |                                                                                    |
|  | Tupandactylus navigans                                                             |
|  |                                                                                    |
|  | Tupandactylus imperator                                                            |
|  |                                                                                    |

|  | Tupandactylus navigans  |
|  |                         |
|  | Tupandactylus imperator |
|  |                         |

|  | "Huaxiapterus" benxiensis |
|  |                           |
|  | "Huaxiapterus" corollatus |
|  |                           |

|  | Eopteranodon lii                                                      |
|  |                                                                       |
|  | \| \| Huaxiapterus jii \| \| \| \| \| \| Sinopterus dongi \| \| \| \| |
|  |                                                                       |
|  | Huaxiapterus jii                                                      |
|  |                                                                       |
|  | Sinopterus dongi                                                      |
|  |                                                                       |

|  | Huaxiapterus jii |
|  |                  |
|  | Sinopterus dongi |
|  |                  |

|  | "Huaxiapterus" benxiensis |
|  |                           |
|  | "Huaxiapterus" corollatus |
|  |                           |

|  | Eopteranodon lii                                                      |
|  |                                                                       |
|  | \| \| Huaxiapterus jii \| \| \| \| \| \| Sinopterus dongi \| \| \| \| |
|  |                                                                       |
|  | Huaxiapterus jii                                                      |
|  |                                                                       |
|  | Sinopterus dongi                                                      |
|  |                                                                       |

|  | Huaxiapterus jii |
|  |                  |
|  | Sinopterus dongi |
|  |                  |

|  | "Huaxiapterus" benxiensis |
|  |                           |
|  | "Huaxiapterus" corollatus |
|  |                           |

|  | Eopteranodon lii                                                      |
|  |                                                                       |
|  | \| \| Huaxiapterus jii \| \| \| \| \| \| Sinopterus dongi \| \| \| \| |
|  |                                                                       |
|  | Huaxiapterus jii                                                      |
|  |                                                                       |
|  | Sinopterus dongi                                                      |
|  |                                                                       |

|  | Huaxiapterus jii |
|  |                  |
|  | Sinopterus dongi |
|  |                  |

|  | "Huaxiapterus" benxiensis |
|  |                           |
|  | "Huaxiapterus" corollatus |
|  |                           |

|  | Eopteranodon lii                                                      |
|  |                                                                       |
|  | \| \| Huaxiapterus jii \| \| \| \| \| \| Sinopterus dongi \| \| \| \| |
|  |                                                                       |
|  | Huaxiapterus jii                                                      |
|  |                                                                       |
|  | Sinopterus dongi                                                      |
|  |                                                                       |

|  | Huaxiapterus jii |
|  |                  |
|  | Sinopterus dongi |
|  |                  |

|  | Tapejara wellnhoferi     |
|  |                          |
|  | Europejara olcadesorum   |
|  |                          |
|  | Vectidraco daisymorrisae |
|  |                          |

|  | Caiuajara dobruskii                                                                |
|  |                                                                                    |
|  | \| \| Tupandactylus navigans \| \| \| \| \| \| Tupandactylus imperator \| \| \| \| |
|  |                                                                                    |
|  | Tupandactylus navigans                                                             |
|  |                                                                                    |
|  | Tupandactylus imperator                                                            |
|  |                                                                                    |

|  | Tupandactylus navigans  |
|  |                         |
|  | Tupandactylus imperator |
|  |                         |

|  | Tapejara wellnhoferi     |
|  |                          |
|  | Europejara olcadesorum   |
|  |                          |
|  | Vectidraco daisymorrisae |
|  |                          |

|  | Caiuajara dobruskii                                                                |
|  |                                                                                    |
|  | \| \| Tupandactylus navigans \| \| \| \| \| \| Tupandactylus imperator \| \| \| \| |
|  |                                                                                    |
|  | Tupandactylus navigans                                                             |
|  |                                                                                    |
|  | Tupandactylus imperator                                                            |
|  |                                                                                    |

|  | Tupandactylus navigans  |
|  |                         |
|  | Tupandactylus imperator |
|  |                         |

|  | "Huaxiapterus" benxiensis |
|  |                           |
|  | "Huaxiapterus" corollatus |
|  |                           |

|  | Eopteranodon lii                                                      |
|  |                                                                       |
|  | \| \| Huaxiapterus jii \| \| \| \| \| \| Sinopterus dongi \| \| \| \| |
|  |                                                                       |
|  | Huaxiapterus jii                                                      |
|  |                                                                       |
|  | Sinopterus dongi                                                      |
|  |                                                                       |

|  | Huaxiapterus jii |
|  |                  |
|  | Sinopterus dongi |
|  |                  |

|  | "Huaxiapterus" benxiensis |
|  |                           |
|  | "Huaxiapterus" corollatus |
|  |                           |

|  | Eopteranodon lii                                                      |
|  |                                                                       |
|  | \| \| Huaxiapterus jii \| \| \| \| \| \| Sinopterus dongi \| \| \| \| |
|  |                                                                       |
|  | Huaxiapterus jii                                                      |
|  |                                                                       |
|  | Sinopterus dongi                                                      |
|  |                                                                       |

|  | Huaxiapterus jii |
|  |                  |
|  | Sinopterus dongi |
|  |                  |

|  | "Huaxiapterus" benxiensis |
|  |                           |
|  | "Huaxiapterus" corollatus |
|  |                           |

|  | Eopteranodon lii                                                      |
|  |                                                                       |
|  | \| \| Huaxiapterus jii \| \| \| \| \| \| Sinopterus dongi \| \| \| \| |
|  |                                                                       |
|  | Huaxiapterus jii                                                      |
|  |                                                                       |
|  | Sinopterus dongi                                                      |
|  |                                                                       |

|  | Huaxiapterus jii |
|  |                  |
|  | Sinopterus dongi |
|  |                  |

|  | "Huaxiapterus" benxiensis |
|  |                           |
|  | "Huaxiapterus" corollatus |
|  |                           |

|  | Eopteranodon lii                                                      |
|  |                                                                       |
|  | \| \| Huaxiapterus jii \| \| \| \| \| \| Sinopterus dongi \| \| \| \| |
|  |                                                                       |
|  | Huaxiapterus jii                                                      |
|  |                                                                       |
|  | Sinopterus dongi                                                      |
|  |                                                                       |

|  | Huaxiapterus jii |
|  |                  |
|  | Sinopterus dongi |
|  |                  |